# Trang Municipality Stadium
Das Trang Municipality Stadium (Thai สนามกีฬาเทศบาลนครตรัง หรือ สนามกีฬาจังหวัดตรัง) ist ein Mehrzweckstadion in Trang in der Provinz Trang, Thailand. Es wird derzeit hauptsächlich für Fußballspiele genutzt und ist das Heimstadion vom Drittligisten Trang Football Club. Das Stadion hat eine Kapazität von 4789 Personen. Eigentümer und Betreiber des Stadions ist die Trang Municipality.

## Nutzer des Stadions
| Verein   | Zeitraum der Nutzung |
| -------- | -------------------- |
| Trang FC | 2010 bis heute       |